# Bo Gustafsson (ekonomhistoriker)
För andra betydelser, se Bo Gustavsson.
Bo Gustaf Gustafsson, född 9 april 1931 i Avesta, död 10 april 2000 i Uppsala, var en svensk ekonomhistoriker. Han var en av förgrundsgestalterna i radikaliseringen kring 1968.
Gustafsson blev filosofie doktor vid Uppsala universitet 1970 på avhandlingen Marxism och revisionism: Eduard Bernsteins kritik av marxismen och dess idéhistoriska förutsättningar och var professor i ekonomisk historia vid nämnda universitet 1977–1996. Han var även direktor vid Kollegiet för samhällsforskning.
Gustafsson byggde som student vid Uppsala universitet på 1950-talet upp den lokala Clartésektionen. Han introducerade marxistiska teoretiker som Maurice Dobb eller Paul Sweezy för svenska läsare, och hans Från kolonialism till socialism från 1964 lyfte fram de frågor som blev avgörande för sextiotalets antiimperialistiska rörelse. Han blev sedermera redaktör för tidskriften Clarté i sextiotalets början och startade och ledde de stora ideologiska uppgörelser som kom att samla nästan en hel generation radikala ungdomar kring en marxist-leninistisk, kinavänlig politik.
Gustafsson var, tillsammans med Nils Holmberg och Sköld Peter Matthis, under mitten på sextiotalet ledare för SKP:s (nuvarande Vänsterpartiets) kinavänliga vänsterfalang. Han var övertygad om att det behövdes ett nytt kommunistiskt förbund, fritt från revisionism och reformism. På SKP:s 21:a partikongress i maj 1967 tog Bo Gustafsson i en reservation avstånd från högerfalangens förslag att partiet skulle byta namn till Vänsterpartiet Kommunisterna. Därmed avsöndrade sig vänsterfalangen från partiet och kring midsommar 1967, stadfäste falangen tillkomsten av Kommunistiska Förbundet Marxist-Leninisterna (KFML). Gustafsson blev förbundets ordförande, Nils Holmberg dess studiesekreterare; övriga styrelseledamöter blev Frank Baude, Bernt Westerberg, Kurt Lundgren och Åsa Hallström.
Gustafsson bidrog till att Clarté kunde börja ge ut Marx' Kapitalet 1969 i svensk nyöversättning i tre band. 1970 lade han fram sin doktorsavhandling Marxism och revisionism, en internationellt uppmärksammad studie av de idéhistoriska rötterna till Eduard Bernsteins revisionism.
När de grundläggande ideologiska problemen efter Vietnamkrigets slut och kulturrevolutionens nederlag, ifrågasatte den maoistiska rörelsen under sjuttiotalets andra hälft, gick Gustafsson som många andra över till socialdemokratin. Han förblev dock en radikal kritiker, av bland annat EU-inträde och Natos bombningar i Jugoslavien, ända fram till sin död.